# Crytea aliena
Crytea aliena là một loài tò vò trong họ Ichneumonidae.